# ヒガシシマドジョウ
ヒガシシマドジョウ（東縞泥鰌、Cobitis sp. BIWAE type C）は、日本固有のシマドジョウの一種である。以前はシマドジョウ東日本グループと呼ばれていた。学名は正式に決まっていない。

## 分布
日本の本州の東北地方・関東地方および新潟県東部・長野県の信濃川水系・山梨県・静岡県東部、佐渡島に分布する。河川中流の砂底や礫底に生息し、よく砂に潜り込む。

## 形態
全長は11cmで、関東地方の個体は8cm程度にしかならない。ニシシマドジョウに比べて体側の黒斑は小さく、黒斑間の距離は広い。尾鰭基底には眼径より小さい黒斑が上下2つ並ぶが不明瞭。骨質盤は幅の狭い包丁状もしくは棒状。尾鰭の縞模様は成魚では不規則な3-6列。胸鰭腹鰭間筋節数は15で、14の場合もある。第１第1分枝軟条の上片は太い。

## 生態
砂ごと口に入れ、砂中の小動物やデトリタスを食す。
繁殖期は5-6月で、本流に流れ込む細い支流に侵入し、産卵する。

## 利用
一般的に食用とならないが、高級魚として関東地方で食されてきた。旬は5月で、栃木県の鬼怒川周辺では天ぷら、から揚げ、煮物、卵とじ、なれずしで食される。
また、観賞魚として飼育され、ペットショップ等でも販売されている事がある。

## 地方名
地方名としては、以下の呼称が存在する。
- 分布域全域　ドジョウ、シマドジョウ、スナドジョウ、カワドジョウ、シマドジョウ東日本グループ
- 青森県　カナンべ、カンベドンジョ、カカンベ、タケドンジョ
- 岩手県　チョロヘ、スナメグリ
- 秋田県　カナメ、カナメドジョウ
- 山形県　カナメドンジョ、カナメ
- 福島県　スナモグリ
- 群馬県　ギノメ、ギノメドジョウ、スナメ、スナムグリ、スナメン、スナドジョウ
- 栃木県　スナハギ、スナメドジョウ、スナモグリ、スナハビ、スナサビ
- 茨城県　スナムグリ
- 千葉県　アワドジヨオ、タカノハドジョウ、キユウキユウドジヨオ、ゴマドジョウ、ゴマドジヨオ、ドヂヨオ、ハハドヂヨオ、ヤナギドジヨオ
- 東京都　スナモグリ
- 長野県　キリメ、ギリメ
- 神奈川県　ヤナギドジョウ

## 下位分類
- 東北のヒガシシマドジョウ

分布：東北地方、佐渡島。
大型になることもある。また、一部水系の個体群では体側の斑紋が不規則に乱れたり、黒点が不明瞭であったり、繋がって黒縦帯になる。
- 関東のヒガシシマドジョウ

分布：関東地方。
明らかに小型である。繁殖期に水田や水路に移動するのが通常であるが、一部水系の個体群では河川内で一生を終える。
- 甲信越のヒガシシマドジョウ

分布：信濃川水系、富士川水系。
ミトコンドリアDNAの特徴ではニシシマドジョウであるが、模様の特徴では本種である。体の地色はニシシマドジョウに近い。尾鰭付け根の黒点は上下ともに不明瞭である特徴は本種である。尾鰭の縞模様はニシシマドジョウが3-4列であるが、それより多いこともあり、本種の特徴に一致する。しかし、明らかにその模様の色彩が薄く、不明瞭であり、この特徴はどちらでもない。ニシシマドジョウの個体群の一つという見方もある。骨質盤や筋節数に関する研究はなく、研究が進めば、新種となる可能性もある。